# Temple de Yue Fei

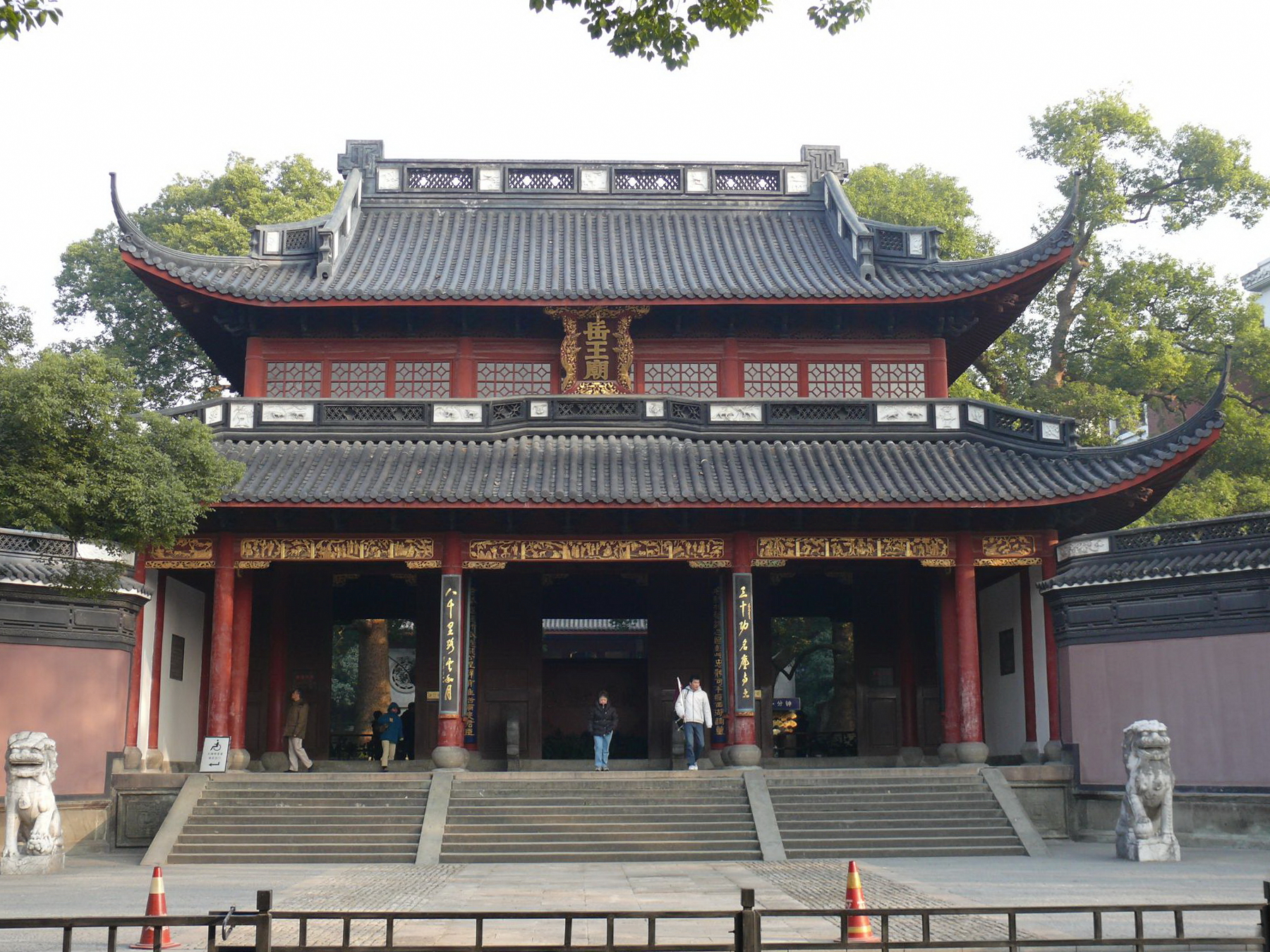
L'entrée du temple

Le temple de Yue Fei, aussi connu sous le nom de temple de Yuewang (岳王廟/岳王庙) est un temple bâti en l'honneur de Yue Fei, un général de la dynastie des Song du sud, lorsque la capitale de la Chine était Hangzhou. Le temple est situé près du lac de l'ouest, dans le centre d'Hangzhou.
Le temple a d'abord été construit pendant la dynastie Song, en 1221, en mémoire de Yue Fei. Le site comprend le temple de Yue Fei, le temple de la loyauté et le mausolée de Yue Fei. Le temple a par la suite été reconstruit à plusieurs reprises. Les tombes et leurs sculptures datent toutes du XIIe siècle et ont été soigneusement restaurées.

## Galerie d'images

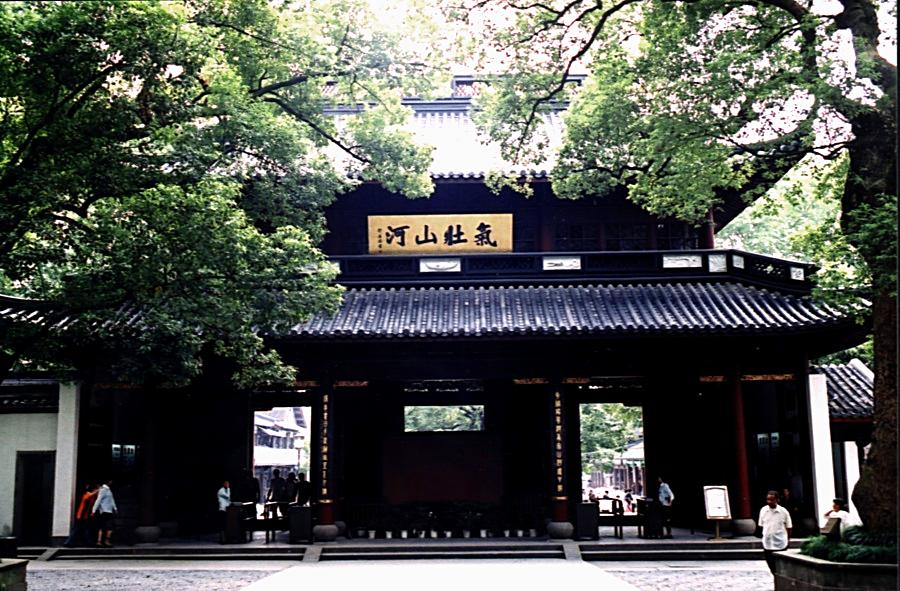
La porte du temple
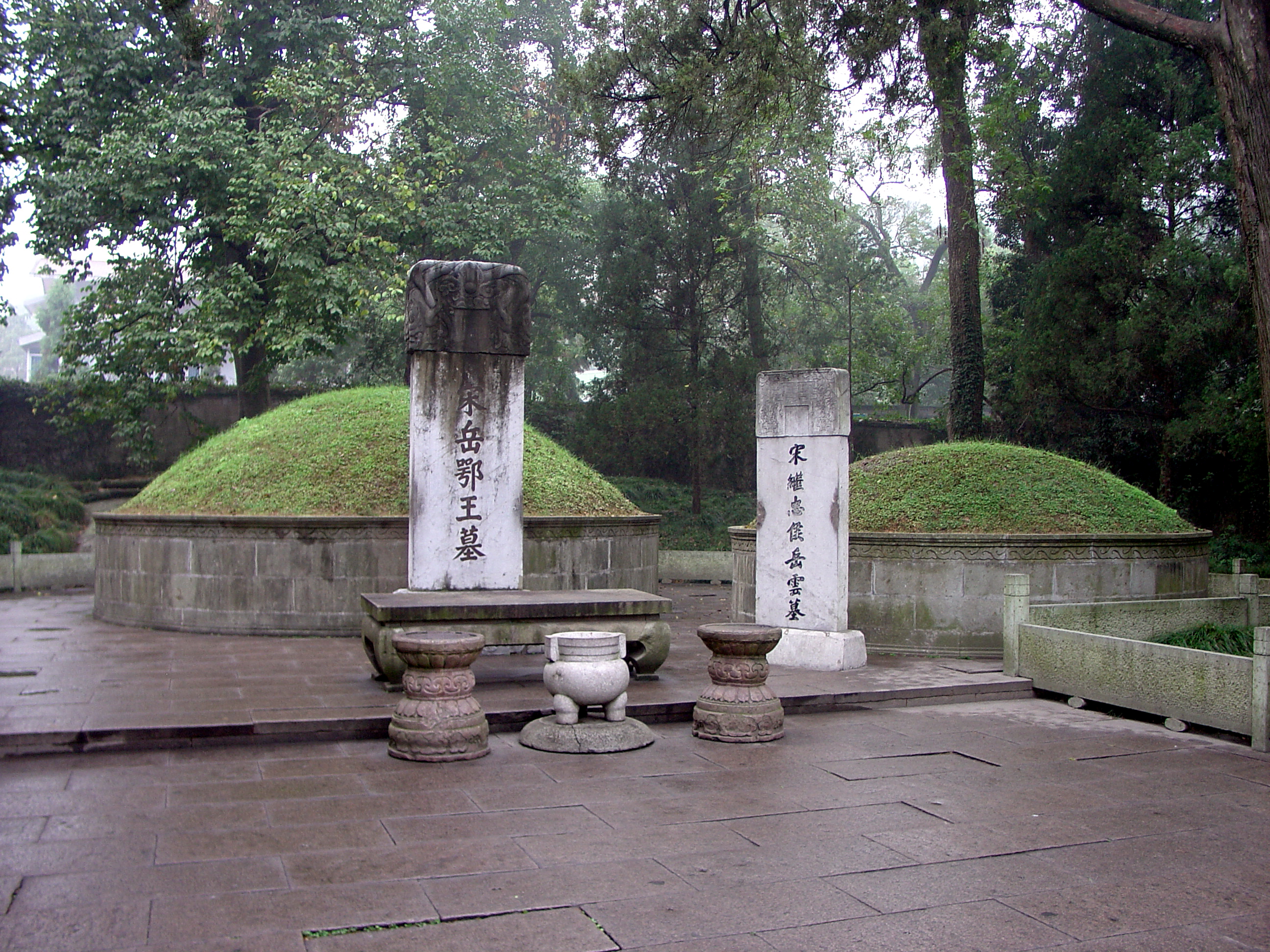
La tombe de Yue Fei
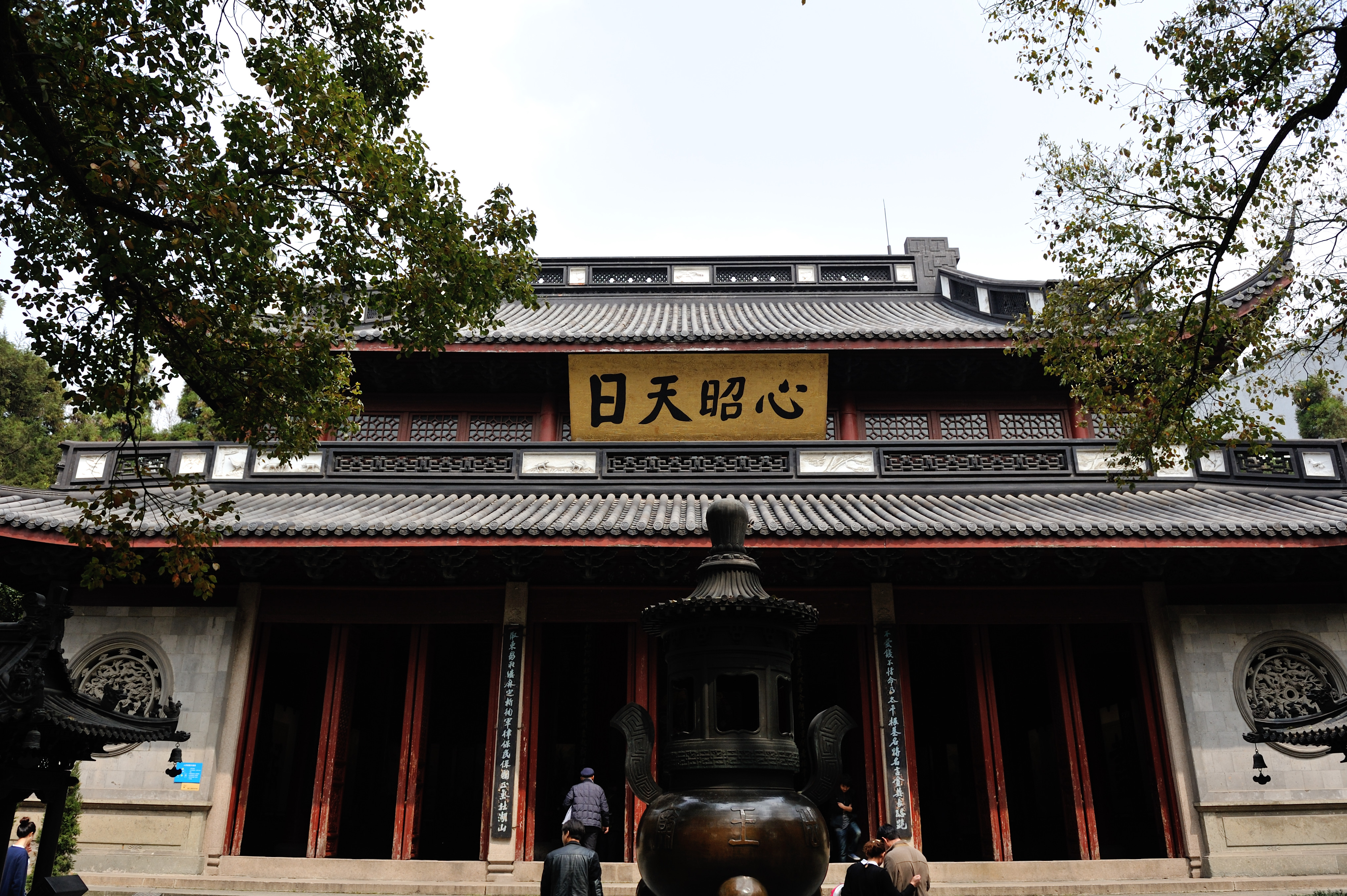
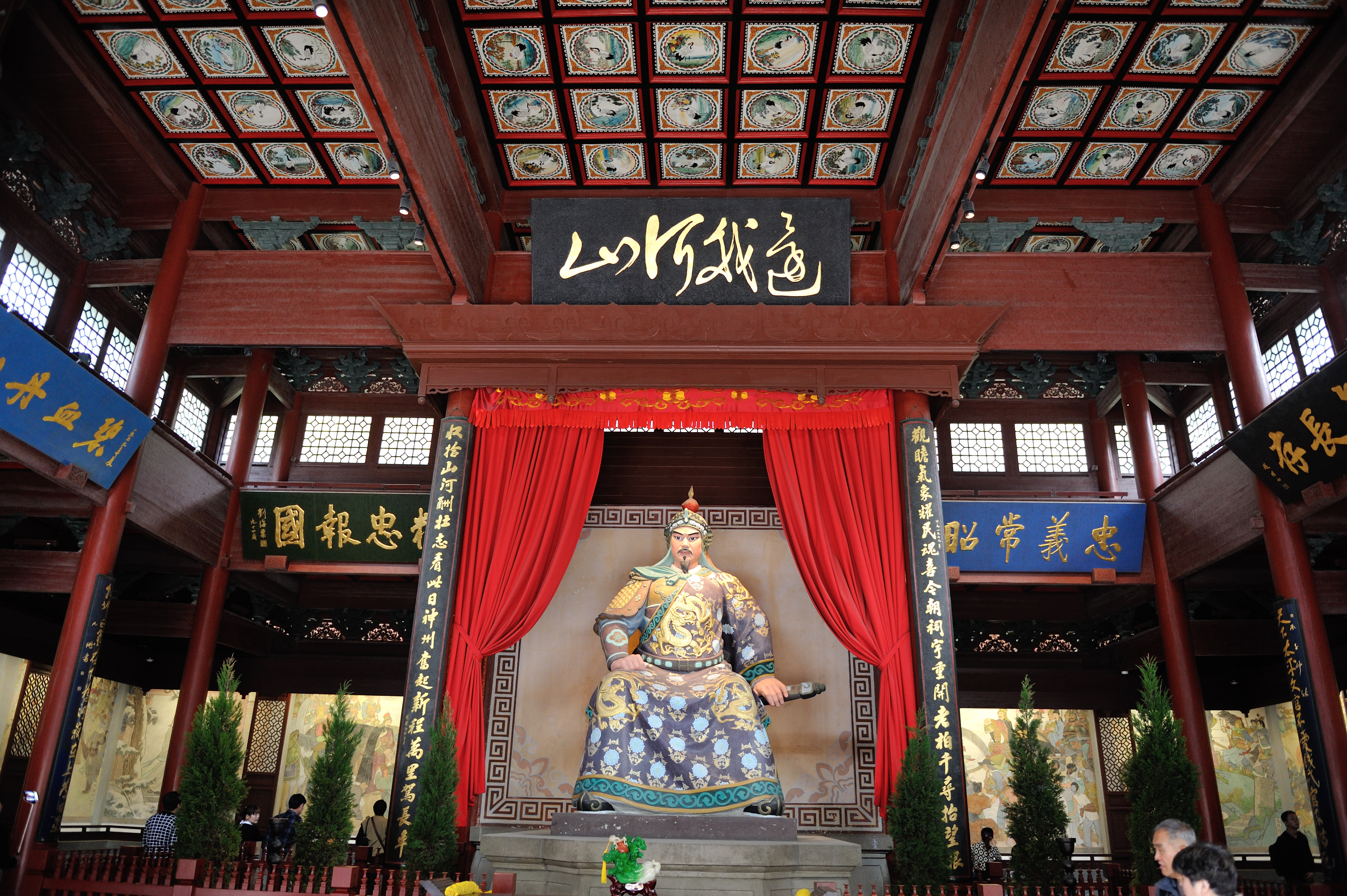
Statue de Yue Fei